# 洛尔米
洛尔米（Lormi），是印度恰蒂斯加尔邦Bilaspur县的一个城镇。总人口12158（2001年）。

## 人口
该地2001年总人口12158人，其中男性6264人，女性5894人；0—6岁人口1772人，其中男943人，女829人；识字率62.93%，其中男性为73.23%，女性为51.99%。